# Крайчий
Кра́йчий (пол. krajczy, від krajać — «різати», «краяти»), кра́вчий (рос. кравчий) — придворна посада в Польському королівстві, Великому Князівстві Литовському й Московській державі. Обов'язки крайчого полягали в приготуванні учти монарха (розташування страв на столі, нарізання («краяння») м'яса, куштування його і подача королю, царю чи великому князеві). Початково призначалися різні особи, присутні при монархові, на нетривалий час.

## У Польщі та Литві
Перша згадка про двірський уряд (посаду) крайчих у Короні Польській фіксується 1412 р., а у Великому князівстві Литовському — при волинському дворі князя Свидригайла 1446 р. Однак тільки під кінець правління польського короля та великого князя литовського Казимира IV Ягеллончика формується постійний склад крайчих Великого князівства Литовського на взірець коронних.
Від початку XVI ст. в Короні Польській періодично фіксується поділ крайчих на надвірного і коронного, а також існування двох крайчих одночасно. Окремий крайчий існував при дворі королеви.
Уряд крайчих займав високу позицію в урядницькій ієрархії. Для багатьох молодих представників магнатерії цей уряд був першою сходинкою у кар'єрі.

## У Московській державі
У Московській державі придворна посада під назвою «кравчий» (найменування походить з пол. krajczy через староукраїнське чи старобілоруське посередництво) уперше згадується у 1514 році і ймовірно існувала з кінця XV ст. У кравчі назначалися бояри із найзнатніших родин, як правило, з братів цариць або інших родичів царя. У списках кравчі числилися після окольничих.
Посада кравчого скасована на початку XVIII ст. Петром І, який замість впровадив чин обер-шенка. Останнім, хто посідав її, був Кирило Олексійович Наришкін.